# Dobra ostrowieckie
Dobra ostrowieckie – dobra ziemskie należące do polskich rodów szlacheckich i arystokratycznych. Głównym miastem był Ostrowiec Świętokrzyski.
Jednym z pierwszych dziedziców dóbr ostrowieckich był w XVI wieku Jan hrabia Tarnowski, syn Jana i Barbary Rożnówny, kasztelan krakowski, hetman wielki koronny, starosta sandomierski. Po jego śmierci dobra odziedziczył syn Krzysztof hrabia Tarnowski, kasztelan wojnicki, który zmarł bezpotomnie w 1567. Po nim dobra odziedziczyła jego siostra Zofia Tarnowska i jej mąż książę Konstanty Bazyli Ostrogski, wojewoda kijowski. W ten sposób część dóbr ostrowieckich przeszły w posiadanie książąt Ostrogskich z dynastii Rurykowiczów. Do dziś herb Ostrogskich jest elementem herbu Ostrowca Świętokrzyskiego.
Po śmierci księcia Konstantego dobra odziedziczył jego syn Janusz książę Ostrogski, wojewoda wołyński, kasztelan krakowski. W roku 1614 książę zbudował w Ostrowcu kościół. Wcześniej osadzie nadał prawa miejskie.
Po śmierci księcia Janusza dobra przeszły we władanie rodu książąt Zasławskich, również z dynastii Rurykowiczów. Najpierw były własnością księcia Dominika Zasławskiego, następnie jego syna Aleksandra. Po Zasławskich dobra odziedziczył książę Bogusław Radziwiłł. W roku 1718 książę Aleksander Dominik Lubomirski książę Ostrogski-Zasławski hrabia Jarosławski-Tarnowski wydzierżawił część dóbr Aleksandrowi Russockiemu z Brzezia.
W roku 1780 dziedziczką całych dóbr była księżna Konstancja z Denhoffów Sanguszko, żona księcia Janusza Sanguszki, Marszałka Wielkiego Księstwa Litewskiego. Po unieważnieniu małżeństwa zawarła ponowny ślub z Józefem Rogalińskim. Około 1792 roku dobra były własnością księcia Józefa Czartoryskiego, stolnika litewskiego. Przekazał on dobra ostrowieckie na wiano dla córki Teresy, żony księcia Henryka Lubomirskiego, kawalera maltańskiego. Książę Henryk sprzedał dobra dnia 21 kwietnia 1808 r. Jerzemu Dobrzańskiemu herbu Leliwa. W roku 1826 odziedziczyli majątek jego synowie: Łukasz, Roman i Roch.
W późniejszym czasie po wielu perturbacjach dobra ostrowieckie kupił Henryk hrabia Łubieński herbu Pomian. Jednak na skutek wielu długów jego wspólników, częstokroć nie ze swej winy, majątek musiał oddać na rzecz Banku Polskiego. W 1867 dobra ostrowieckie kupił Julian hrabia Łubieński, który następnie 30 sierpnia 1869 sprzedał je baronowi Antoniemu Edwardowi Fraenkel'owi herbu własnego. W 1880 dobra ostrowieckie kupił bankier Władysław Laski, który przeznaczył je w 1880 jako wiano dla swej córki Marii, żony Zygmunta hrabiego Wielopolskiego herbu Starykoń. W roku 1889 dobra ostrowieckie zostały rozdrobnione a każda część otrzymała osobną hipotekę.
Po II wojnie światowej wszystkie grunty zostały odebrane prawowitym właścicielom i znacjonalizowane.
W chwili obecnej część spadkobierców zrzeszona w Polskim Towarzystwie Ziemiańskim stara się o odzyskanie dawnych majątków.